# Selenogorsk (Sankt Petersburg)
Selenogorsk (russisch Зеленогорск, finnisch Terijoki, schwedisch Terijoki) ist eine Stadt in Russland am Finnischen Meerbusen, etwa 50 Kilometer nordwestlich des Stadtzentrums von Sankt Petersburg an der Fernstraße M10. Sie gehört verwaltungstechnisch zum Rajon Kurort der Stadt Sankt Petersburg und hat 14.958 Einwohner (Stand 14. Oktober 2010).

## Geschichte
Der Ort ist seit Anfang des 18. Jahrhunderts als finnisches Fischerdorf bekannt.
Nach dem Großen Nordischen Krieg fiel Terijoki mit dem Ingermanland 1721 erstmals an Russland. Als Teil des Großherzogtums Finnlands war es bis zum Ende des Zarenreichs unter russischer Herrschaft. Bedeutung hatte es vor allem als Seebad für die wohlhabenden Petersburger, namentlich seit Eröffnung der Eisenbahn von der Hauptstadt nach Wyborg. Als Finnland 1917 von Revolutionsführer Lenin zu einem souveränen Staat erklärt wurde, zählte Terijoki zu den südlichsten Gemeinden in der jungen Republik. Im finnisch-sowjetischen Winterkrieg 1939/40 wurde es von der Roten Armee erobert und war Sitz einer stalinistischen finnischen Marionetten-Regierung unter Otto Kuusinen. Zwar konnten die Finnen die Eroberung ihres Landes verhindern, mussten jedoch im Moskauer Frieden einige Landesteile in Karelien abtreten. Terijoki wurde sowjetisch, konnte von den Finnen 1941 im Fortsetzungskrieg aber zurückerobert werden. 1944 fiel Terijoki endgültig an die Sowjetunion.
1946 wurde der Ort zur Stadt erklärt, und 1948 erhielt er seinen heutigen Namen, wörtlich so viel wie „grüne Stadt“. Heute untersteht er der Stadtverwaltung von Sankt Petersburg und ist nach Sestrorezk die zweitgrößte Stadt im Rajon Kurort.

### Bevölkerungsentwicklung
| Jahr | Einwohner |
| ---- | --------- |
| 1959 | 12.527    |
| 1970 | 16.206    |
| 1979 | 12.044    |
| 1989 | 13.032    |
| 2002 | 12.074    |
| 2010 | 14.958    |

Anmerkung: Volkszählungsdaten

## Persönlichkeiten
- Georgi Plechanow (1856–1918), Philosoph, starb in Terijoki
- Anton Arenski (1861–1906), Komponist, starb in Perkjärvi bei Terijoki
- Boris Smyslowsky (1897–1988), Offizier der deutschen Wehrmacht
- Antero Ojala (1916–1982), finnischer Eisschnellläufer und Radsportler
- Georgi Wizin (1917–2001), Schauspieler, wurde in Terijoki geboren
- Galina Arsenkina (* 1991), Curlerin

## Galerie

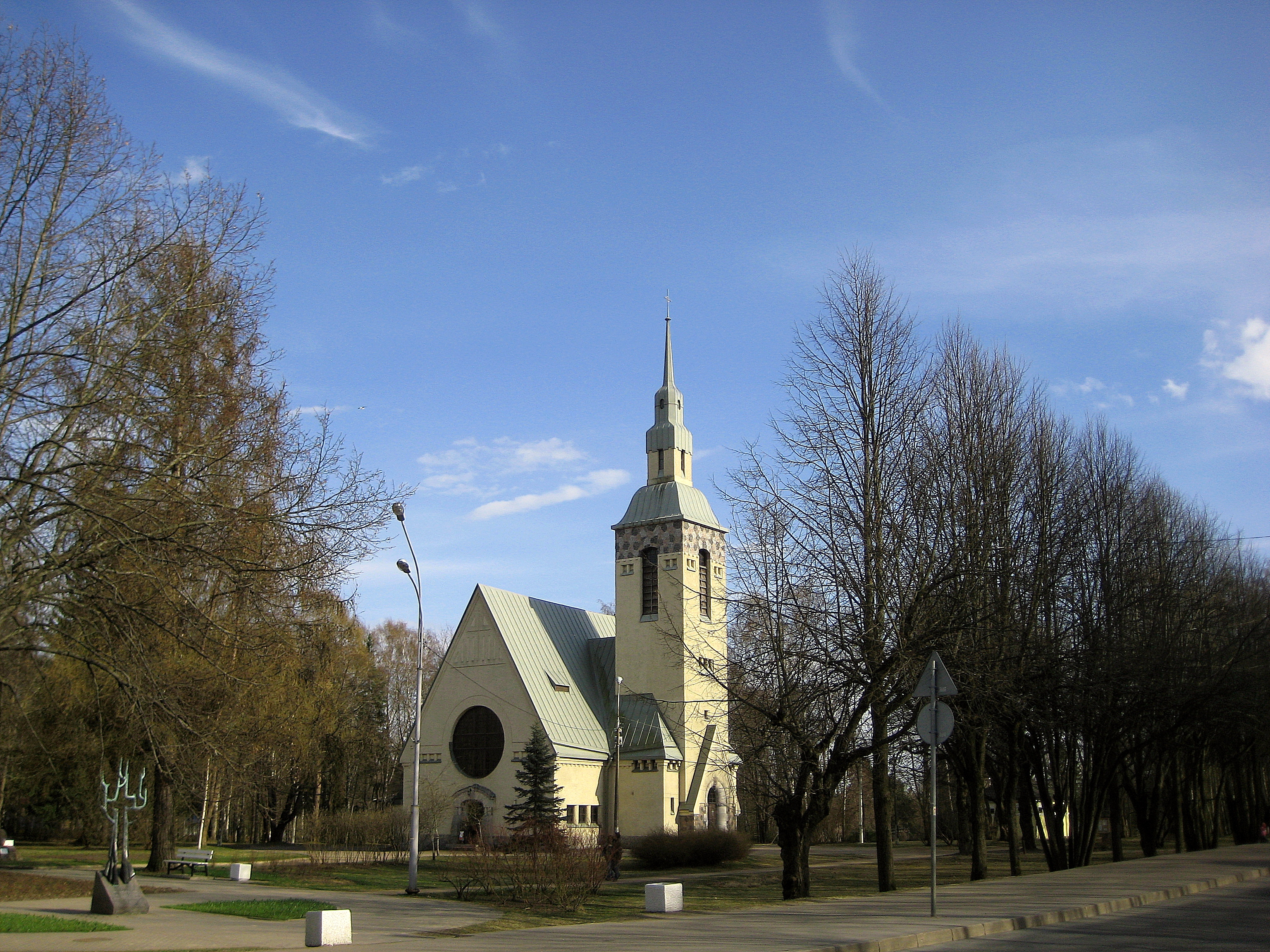
Lutherische Kirche in Terijoki (erbaut 1908, Architekt Josef Stenbäck)
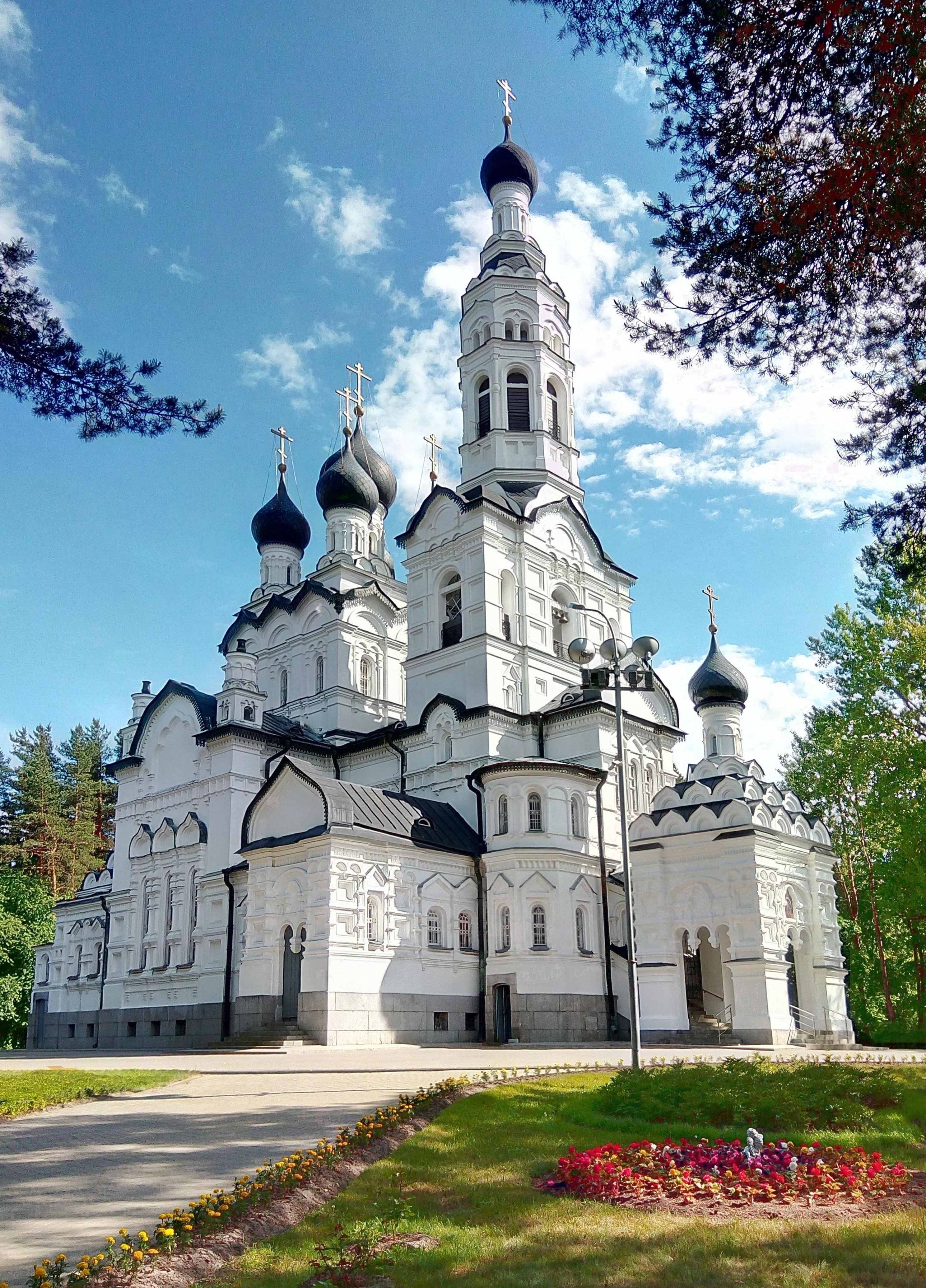
Kirche der Kasaner Ikone der Gottesmutter, erbaut von 1910 bis 1915
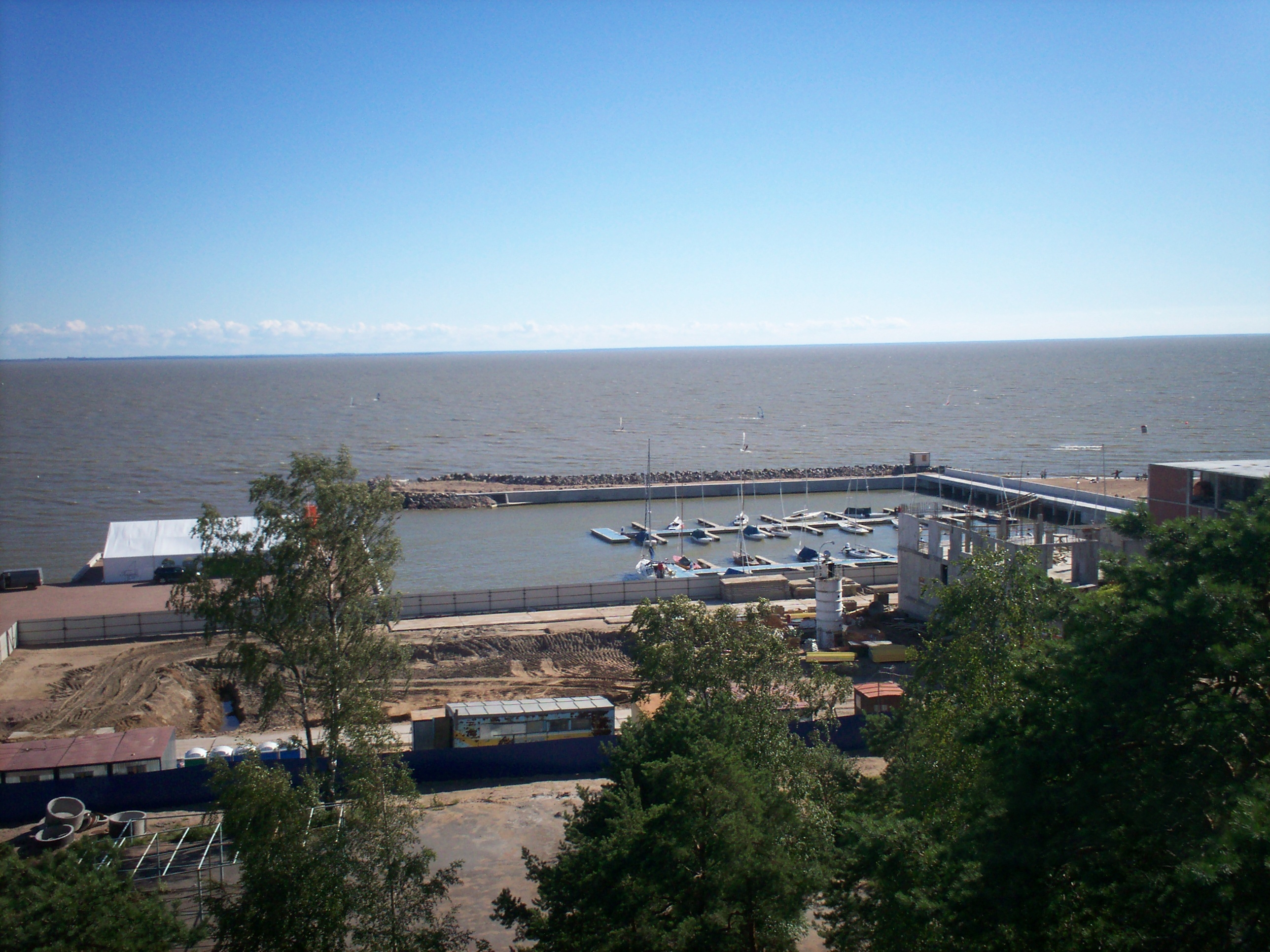
Jachthafen am Finnischen Meerbusen in Selenogorsk
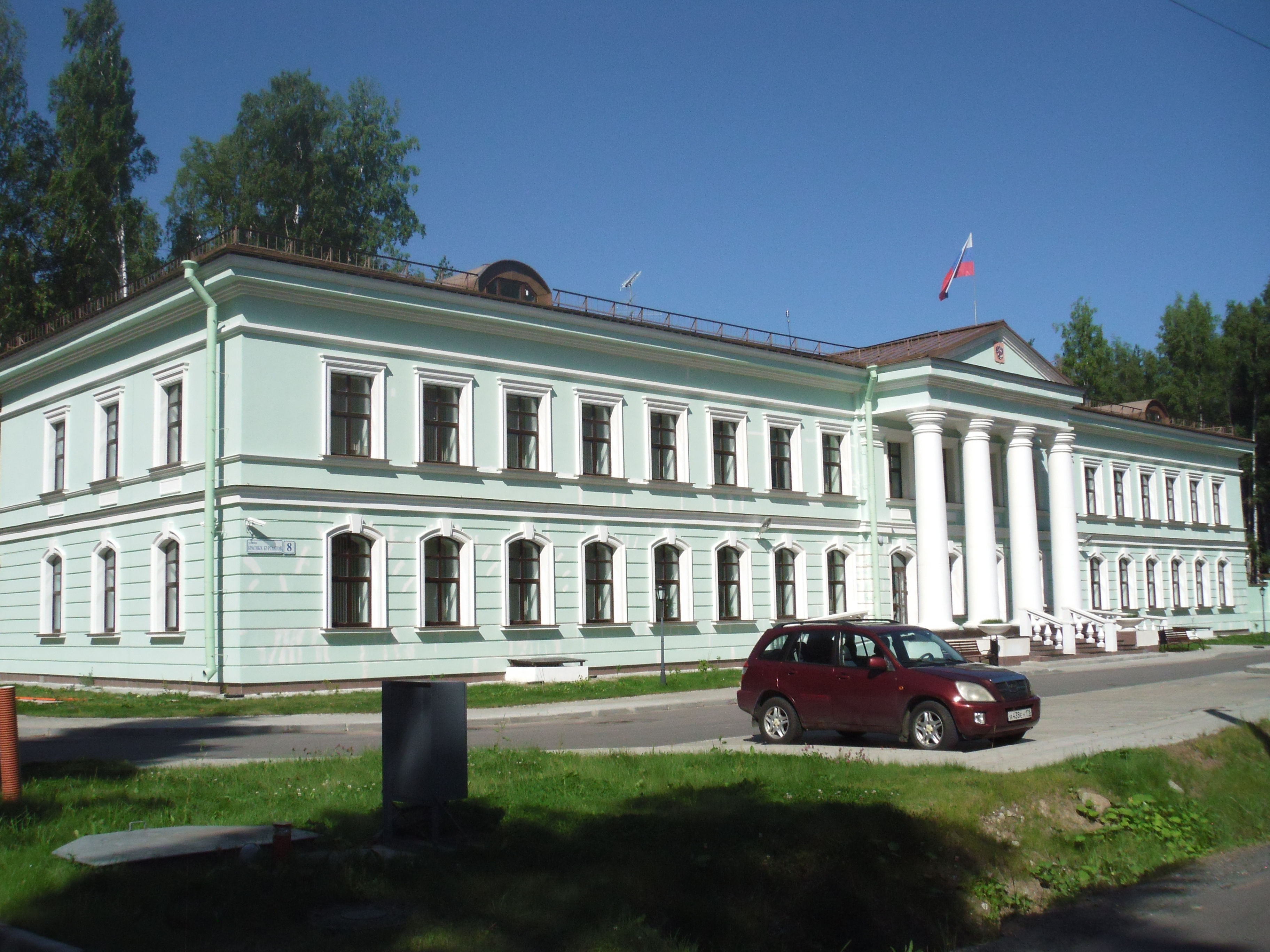
Gerichtsgebäude in Selenogorsk
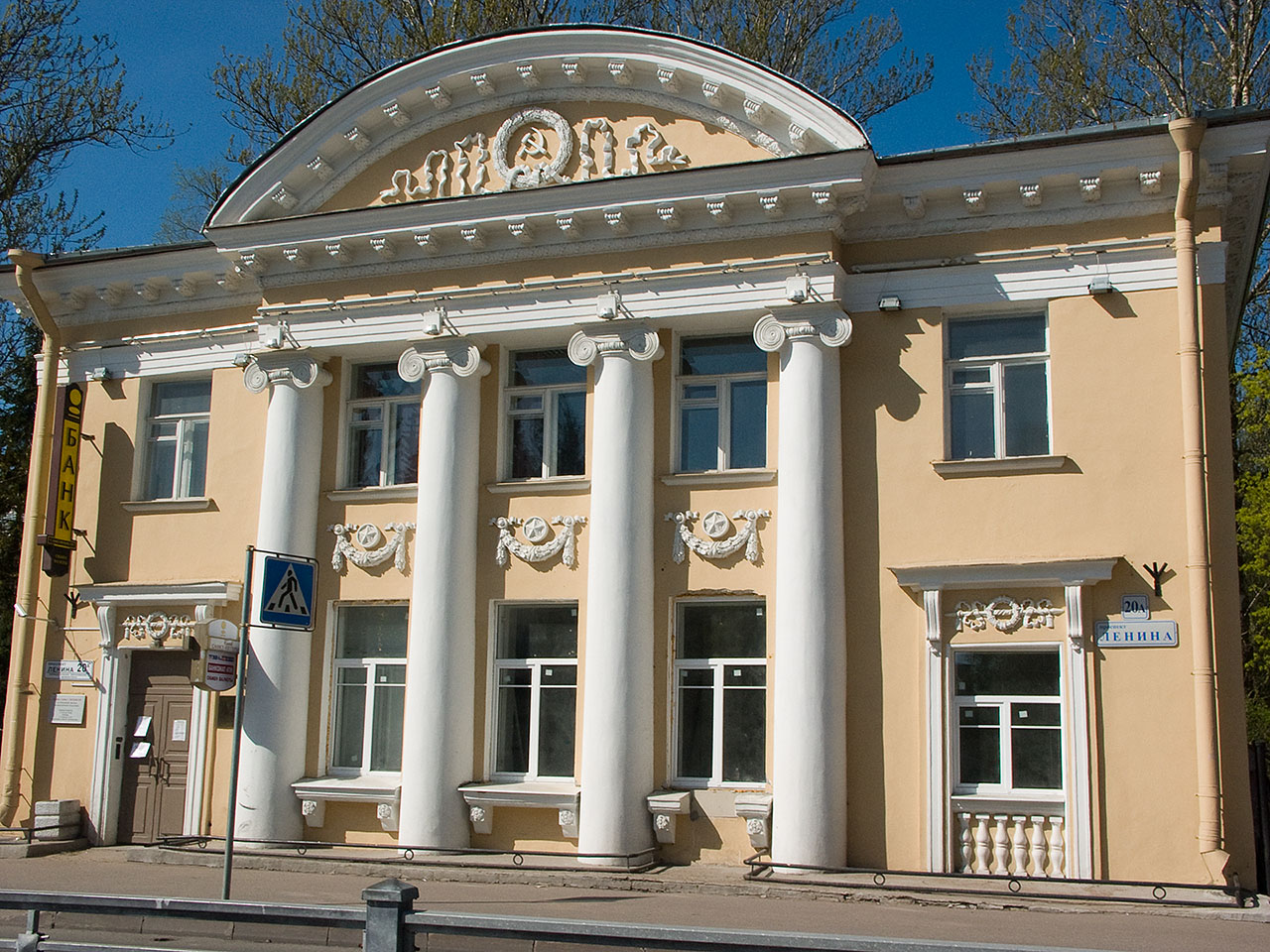
Bankgebäude in der Leninallee 20a